# Neufchef
Neufchef (deutsch Neunhäuser bzw. Neunhausen, lothringisch Néngsen/Näinhaiser) ist eine französische Gemeinde mit 2636 Einwohnern (Stand 1. Januar 2022) im Département Moselle in der Region Grand Est (bis 2015 Lothringen). Sie gehört zum Arrondissement Thionville, zum Kanton Algrange und zum Gemeindeverband Val de Fensch.

## Geographie
Die Gemeinde liegt in Lothringen, zwölf Kilometer westlich von Thionville (deutsch Diedenhofen) oberhalb des Fenschtals. An der westlichen Gemeindegrenze verläuft der Fluss Conroy. Der Norden, Westen und Süden des Gemeindegebietes ist Teil des Forêt Domaniale de Moyeuvre, eines großen zusammenhängenden Waldgebietes.

## Geschichte
Der Name des Ortes leitet sich vom lateinischen nova casa (neues Haus) ab, der Ort selbst wurde 1183 erstmals als Neufchiefs erwähnt.  Er gehörte zum Herzogtum Bar, das 1766 von  Frankreich annektiert wurde. 
Das Gemeindewappen zeigt einen sechsstrahligen Stern als Symbol des Priorats von Sancy, zu der Neufchef im Mittelalter gehörte; das Geweih mit Kreuz erinnert an die Benediktinerabtei in Saint-Hubert in den Ardennen, die das Patronat der ersten Kirche in Neufchef hatte.
Nach dem  Frieden von Frankfurt vom 10. Mai 1871 kam Neufchef zusammen mit dem zugehörigen Hof Hameville  nördlich des Dorfs und 18 weiteren Orten von Französisch-Lothringen durch Gebietsaustausch an Deutschland, wo es dem Bezirk Lothringen im Reichsland Elsaß-Lothringen zugeordnet wurde. Der Ortsname wurde vor 1910 in Neunhäuser geändert.
Nach dem Ersten Weltkrieg musste Neunhäuser aufgrund der Bestimmungen des Versailler Vertrags an Frankreich abgetreten werden.
Im Zweiten Weltkrieg wurde der Ort von den Deutschen besetzt, die ihn nunmehr in Neunhausen umbenannten und am 12. November 1940 einen Teil der Einwohner vertrieben. Im Herbst 1944 nahmen die Alliierten Neufchef ein und der Ort kam wieder an Frankreich.
Die Gemeinde hat wie das gesamte Umland eine lange Eisenerz-Bergbautradition.

## Bevölkerungsentwicklung
| Jahr                       | 1962 | 1968 | 1975 | 1982 | 1990 | 1999 | 2007 | 2019 |
| Einwohner                  | 2616 | 2935 | 3226 | 2922 | 2521 | 2483 | 2541 | 2590 |
| Quellen: Cassini und INSEE |      |      |      |      |      |      |      |      |

## Kultur und Sehenswürdigkeiten
In Neufchef und im 14 Kilometer entfernten Aumetz befinden sich die beiden Teile des Écomusée des mines de fer de Lorraine, des Eisenerzbergbau-Freilichtmuseums Lothringens. Es wurde 1989 eröffnet. Neben Ausstellungsstücken zur Geschichte des Bergbaus in Lothringen von 1820 bis zum Jahr 1998 (Schließung der letzten Mine) werden Bergwerksführungen von 1000 Meter Länge angeboten.

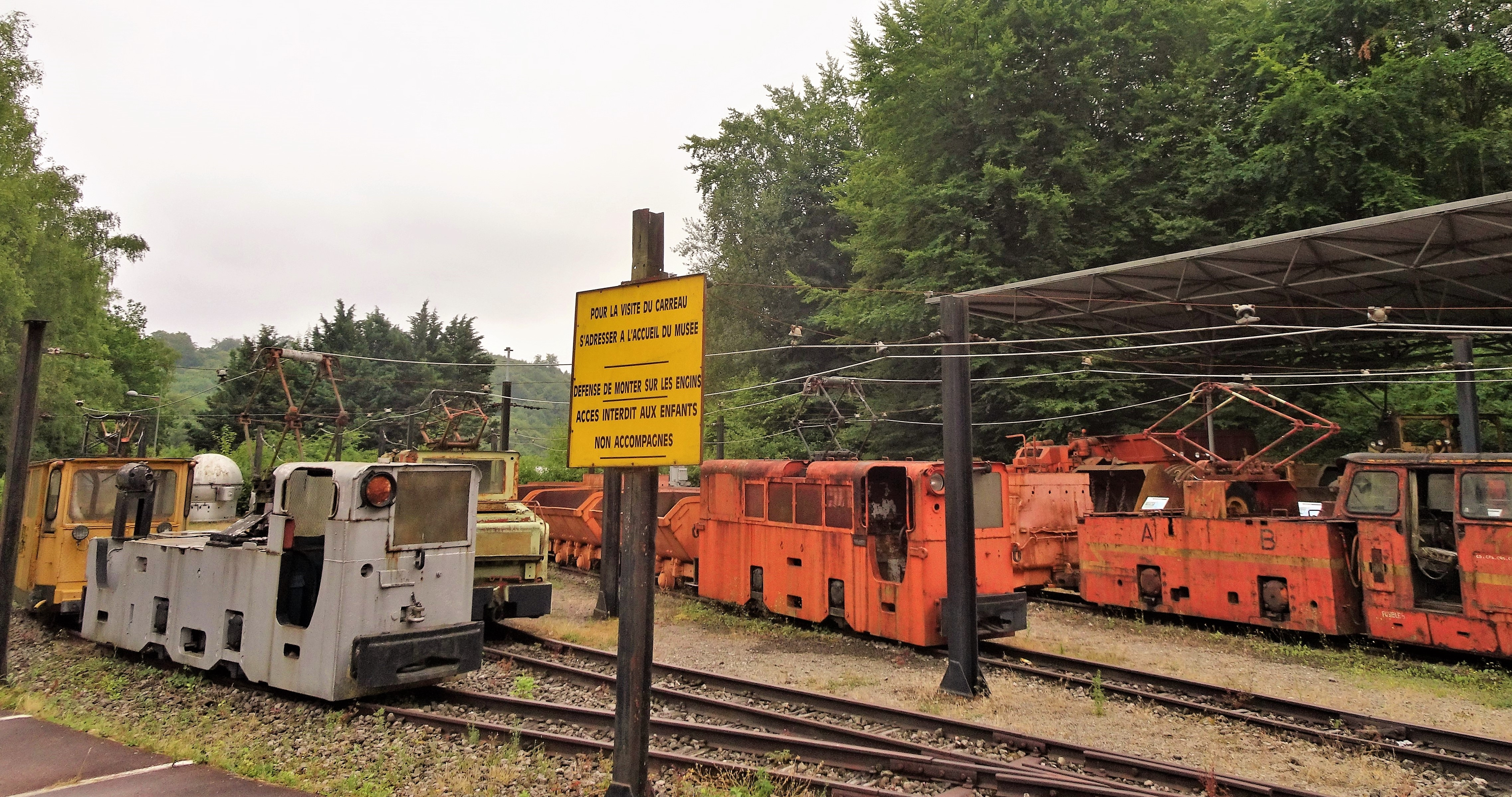
Außenbereich des Bergbaumuseums
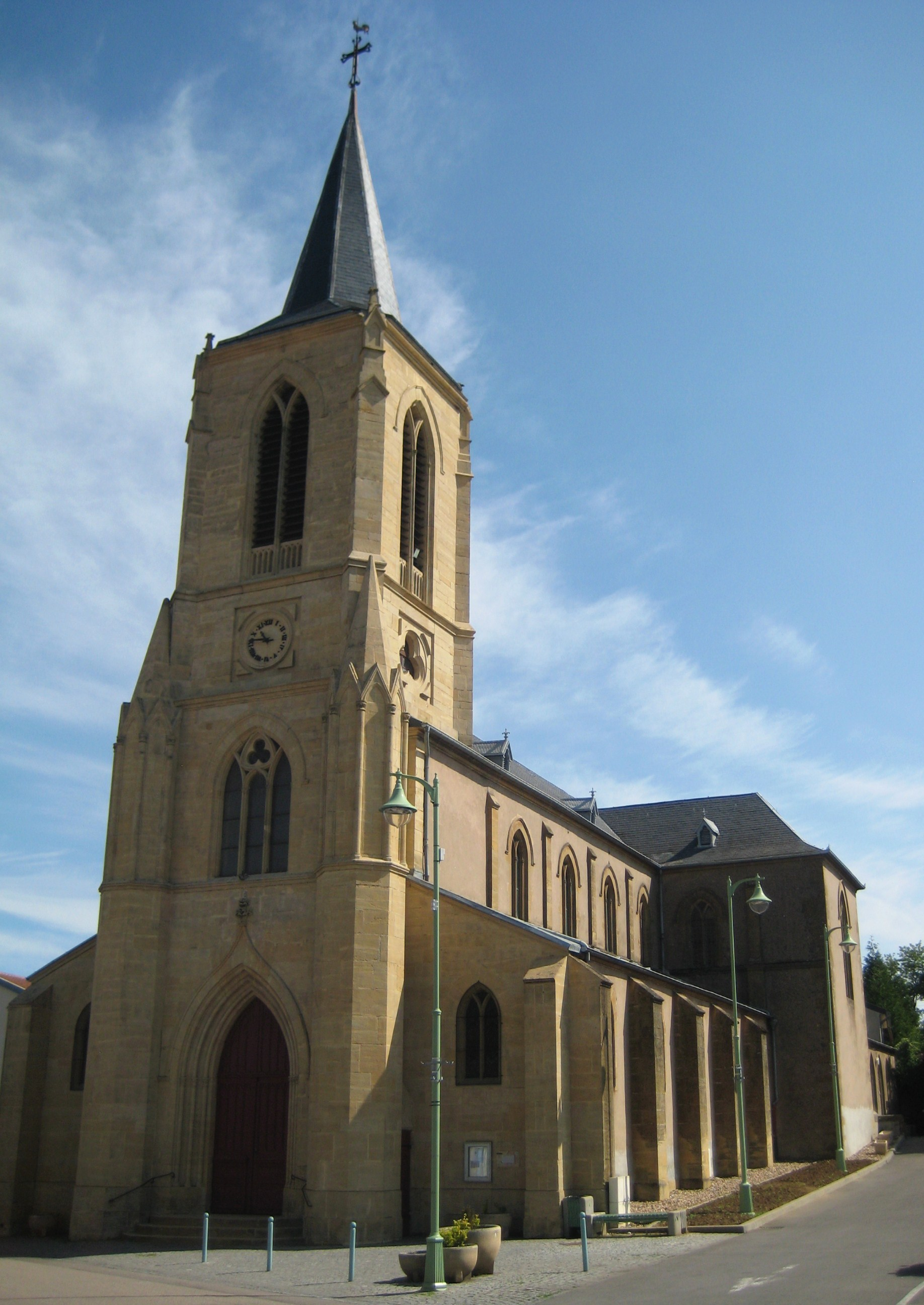
Kirche Saint-Denis
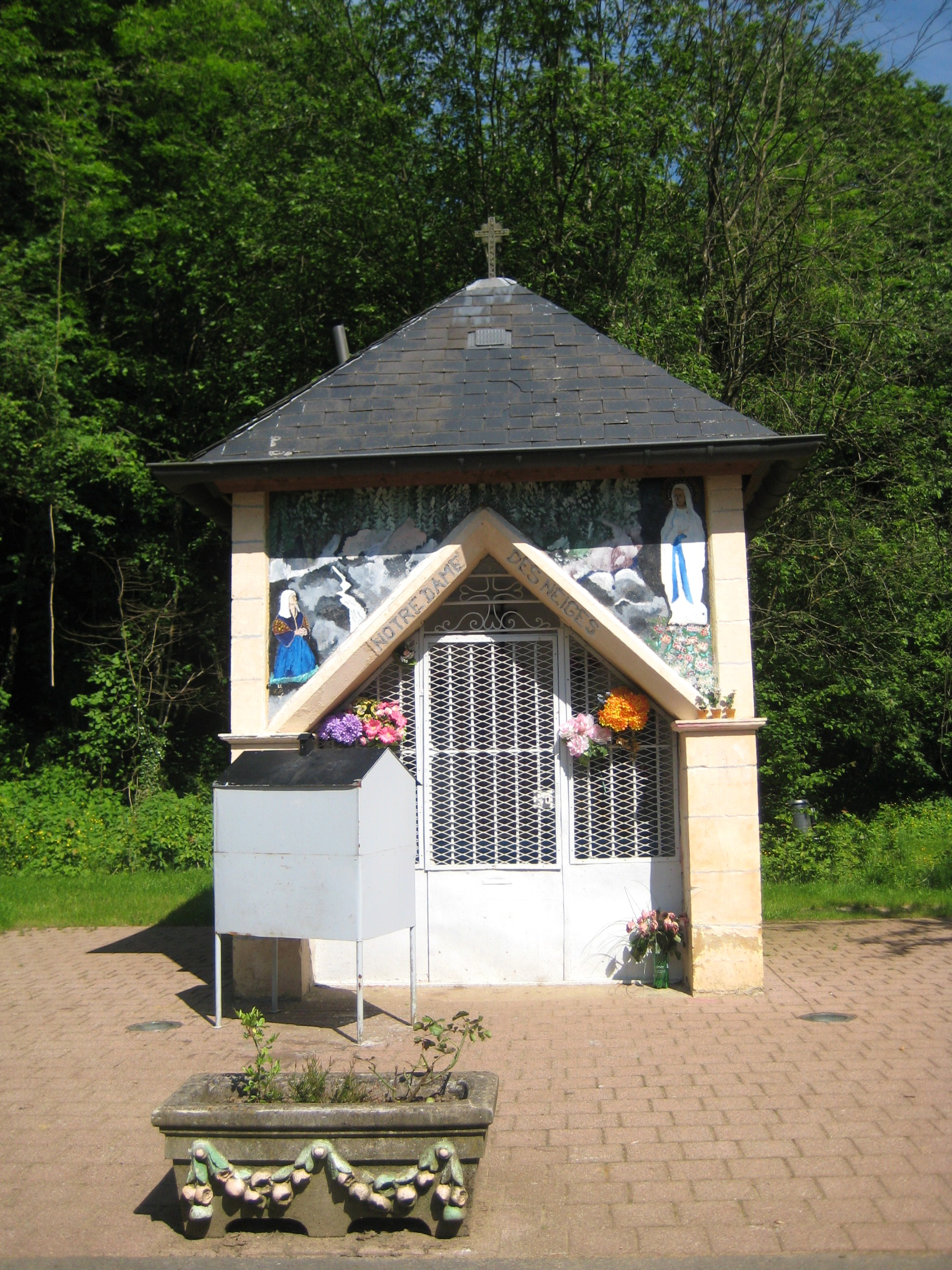
Kapelle Notre-Dame-des-Neiges
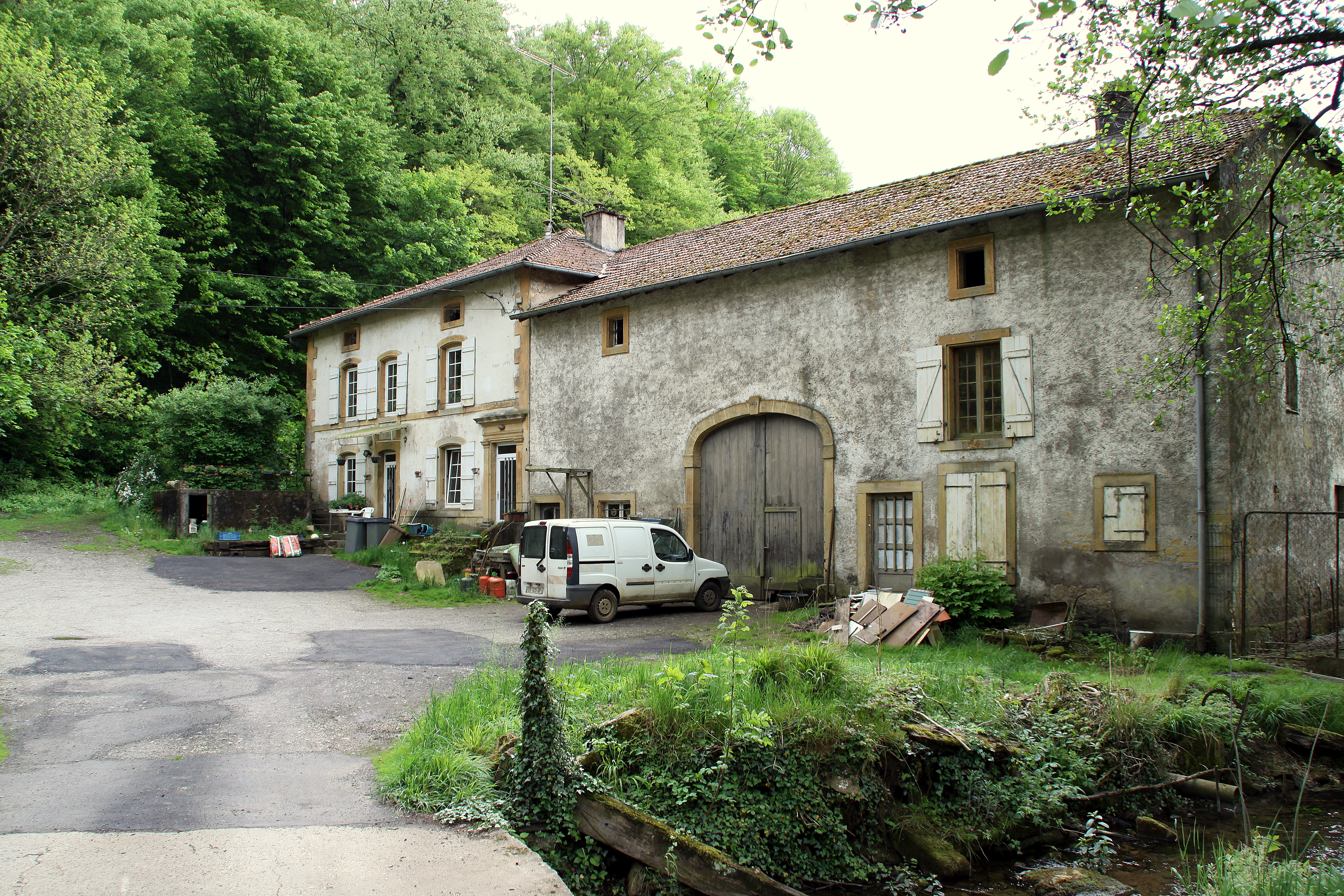
Wassermühle Pérotin am Fluss Conroy

## Belege
1. ↑  Wappenbeschreibung auf genealogie-lorraine.fr (französisch)
2. ↑  Vollständiges geographisch-topographisch-statistisches Orts-Lexikon von Elsass-Lothringen. Enthaltend: die Städte, Flecken, Dörfer, Schlösser, Gemeinden, Weiler, Berg- und Hüttenwerke, Höfe, Mühlen, Ruinen, Mineralquellen u. s. w. mit Angabe der geographischen Lage, Fabrik-, Industrie- u. sonstigen Gewerbethätigkeit, der Post-, Eisenbahn- u. Telegraphen-Stationen u. geschichtlichen Notizen etc. Nach amtlichen Quellen bearbeitet von H. Rudolph. Louis Zander, Leipzig 1872, Sp. 77–78 unten (online).